# Aeginetia sinensis
Aeginetia sinensis là loài thực vật có hoa thuộc họ Cỏ chổi. Loài này được Beck mô tả khoa học đầu tiên năm 1930.

## Hình ảnh

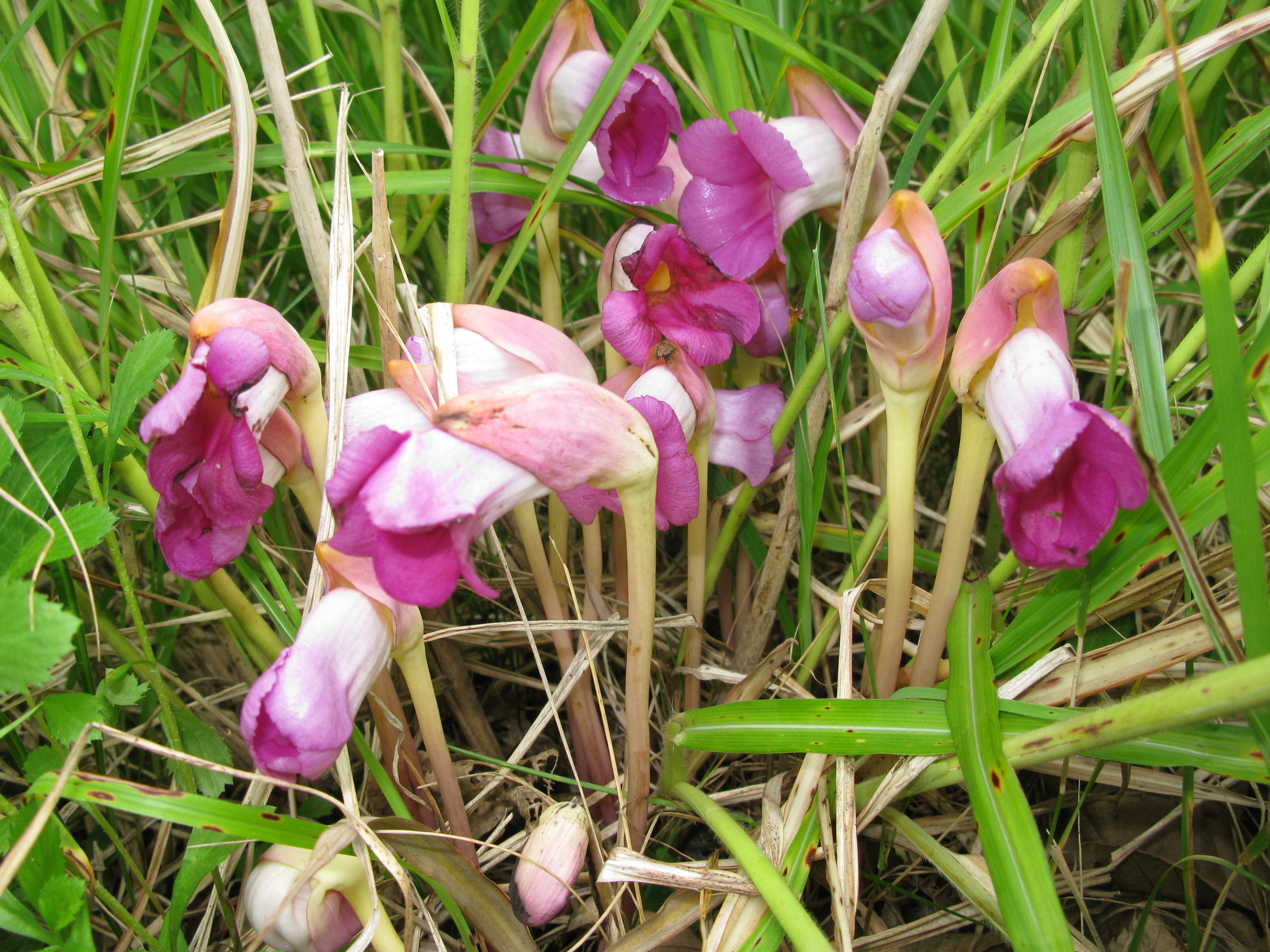